# چاینا اورسیز
چاینا اورسیز (به انگلیسی: China Overseas) شرکت املاک و مستغلات هنگ کنگی است، که در زمینه ساخت‌وساز، مشاوره املاک، اجرای قراردادهای ساخت، سرمایه‌گذاری و توسعه املاک و مستغلات و زیرساخت‌های شهری فعالیت می‌کند.
شرکت چاینا اورسیز در سال ۱۹۷۹ تأسیس شد و در حال حاضر زیرمجموعه‌ای از شرکت مهندسی ساخت‌وساز دولتی چین می‌باشد.
دفتر مرکزی این شرکت در هنگ کنگ قرار دارد و بخشی از سهام آن در بازار بورس اوراق بهادار هنگ کنگ معامله می‌شود.